# 마틴 루이스 (언론인)

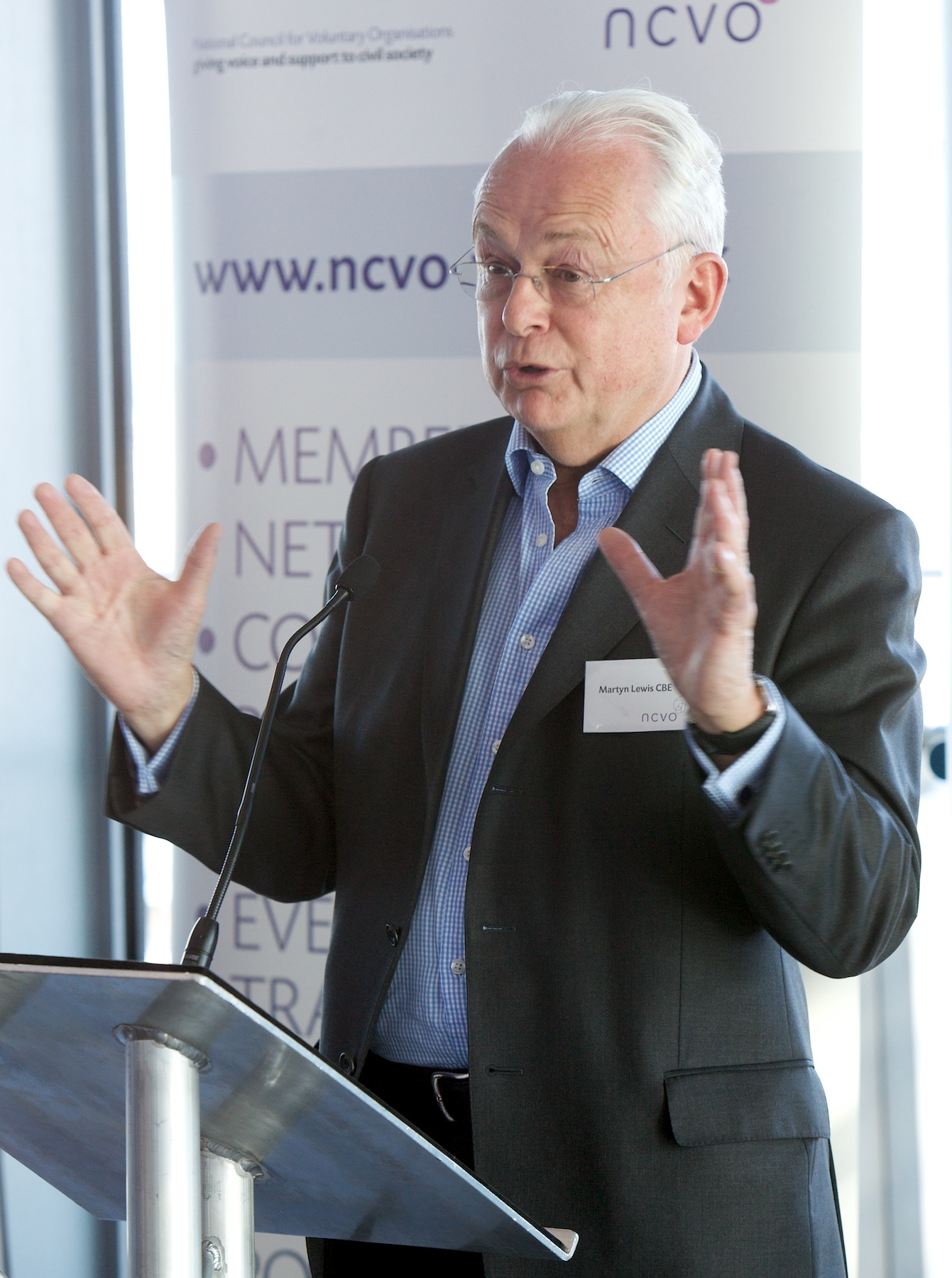
마틴 루이스 (2013년)

마틴 루이스 경(영어: Sir Martyn Lewis, CBE, 1945년 4월 7일 ~ )은 영국의 저널리스트이다.
웨일스의 스완지 출신으로, 북아일랜드의 남녀공학 학교에서 학창시절을 보내고 더블린 트리니티 칼리지에서 학사학위를 받았다.
1967년에 BBC 북아일랜드 지국에 입사한 그는 HTV와 ITN 등에서 앵커로 일하다가, 1986년 10월 27일 BBC One 1시 낮 뉴스의 첫 번째 앵커가 되었다. 후에 6시 뉴스와 9시 뉴스도 맡게 된다.
1997년 8월 다이애나 비 사망 당시 긴급 뉴스에서 토니 블레어 총리의 연설 〈민중의 왕비(People's Princess)〉가 끝난 후 울음을 참으면서 말을 천천히 이어간 일이 널리 알려져 있다.
마틴 루이스는 1999년에 앵커 일에서 은퇴하였지만, 그 뒤에도 간헐적으로 다른 방송사에서 방송 진행을 맡았다.
그는 말기 증상 환자와 호스피스를 지원하는 여러 비영리 단체의 주요 임원을 맡아 사회 운동에 힘썼으며, 화상회의 설비 업체 텔리리스(Teliris)를 세워 경영하며 비디오 블로그 서비스를 운영하기도 했다.

## 서훈
- 1997년 대영 제국 훈장 3등급(CBE) 수훈[2]
- 2016년 기사작위(Knight Bachelor) 서임[3]